# Bad Urach
Bad Urach je německé město v zemském okrese Reutlingen ve spolkové zemi Bádensko-Württembersko. Nachází se 14 km východně od okresního města Reutlingen v údolí řeky Erms na úpatí Švábské Alby. Je známé jako lázeňské centrum.
Je tvořeno 5 městskými částmi: Bad Urach, Sirchingen, Wittlingen, Hengen a Seeburg.
Mezi lety 1442 a 1482 bylo sídlem württemberských hrabat.

## Pamětihodnosti
- Městské muzeum v klášterním mlýně
- Rezidenční zámek – sídlo württemberských hrabat
- Muzeum gramofonů
- Gotický kostel svatého Amanda z roku 1477
- Zříceniny hradu Hohenurach
- Vodopády Uracher Wasserfall
- Falkensteinské jeskyně

## Osobnosti města
- Cem Özdemir (* 1965), politik prosazující zelenou politiku, spolupředseda strany Spojenectví 90/Zelení

## Partnerská města
Enying, Maďarsko